# Multivers DC

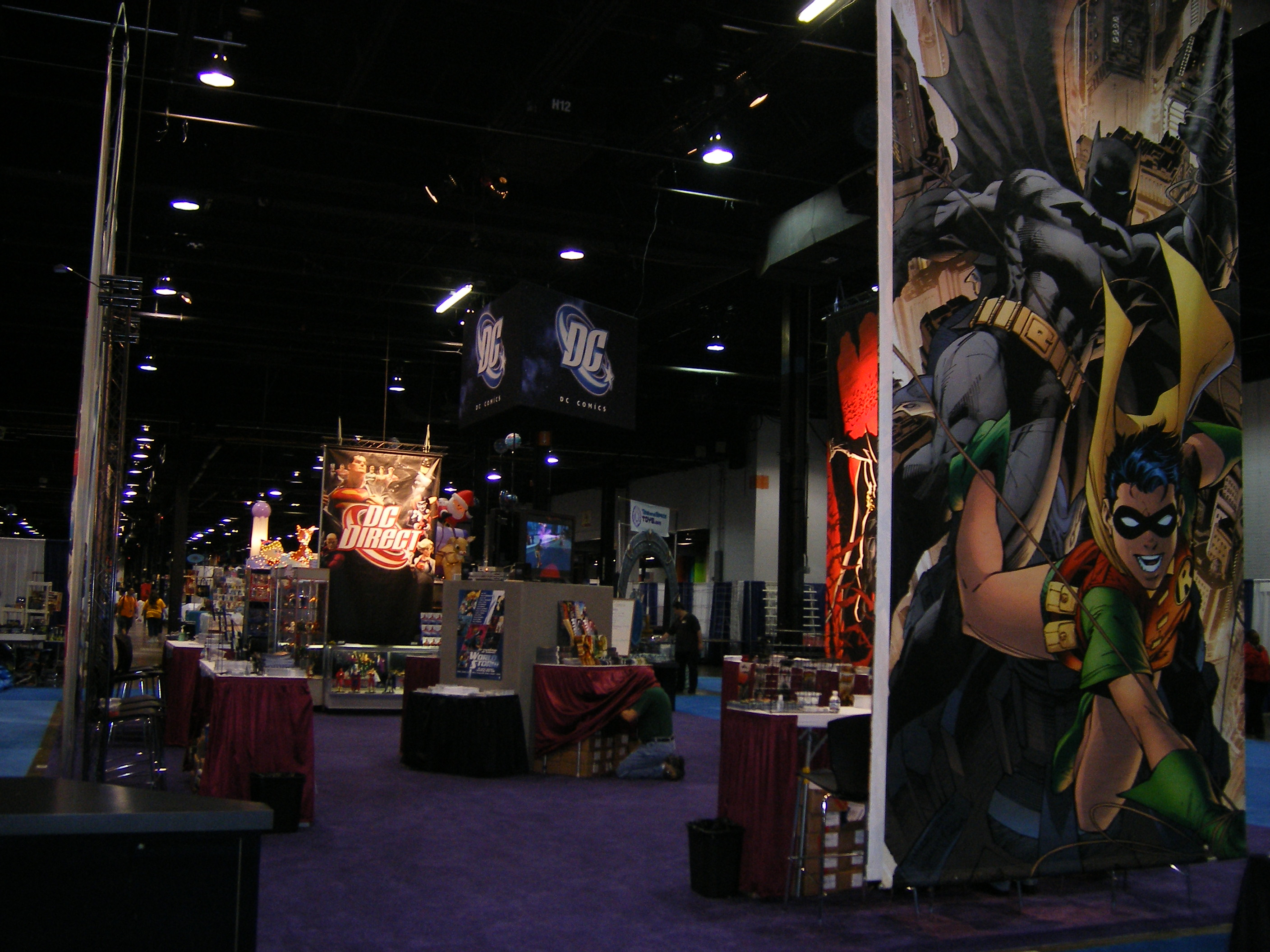
DC Comics, Wizard World Chicago 2006

Le Multivers DC, dans les publications de DC Comics, est une « structure cosmique » réunissant de nombreux univers fictifs dans lesquels les histoires publiées se déroulent. Les mondes dans ce multivers partagent un espace et un destin communs, et cette structure a changé plusieurs fois dans l’histoire de DC Comics.
Au cours des années, plusieurs crossover et sagas ont marqué la refonte de ce Multivers, dont les principaux sont les suivants :
- En 1985, à l'issue de la maxi-série Crisis on Infinite Earths (ou Crisis), par Marv Wolfman et George Pérez, le Multivers est censé avoir été détruit, les cinq dernières terres ayant été fusionnées en une seule.
- En 2006, l'issue de la maxi-série Infinite Crisis marque le retour du Multivers avec 52 univers parallèles distincts.
- En 2011, la saga Flashpoint amena une nouvelle refonte totale de l'univers DC (les New 52 ou Renaissance DC en français). Les 52 Univers sont « réinitialisés » avec un principe fondateur : au moment de la sortie des volumes 1 des séries, seulement 5 ans se sont écoulés depuis la première apparition des super-héros.

Cette idée du Multivers est reprise à plusieurs reprises dans différentes adaptations comme dans la série Smallville dans les années 2000 et dans l'Arrowerse avec les crossovers Elseworlds (2018) et Crisis on Infinite Earths (2019).

## Histoire éditoriale

### Âge d'or
Le concept d’un univers et d’un multivers dans lesquels les récits fictifs prennent place a été vaguement établi au cours de l’âge d’or. Avec la publication de All-Star Comics no 3 en 1940, le premier cross-over entre personnages eu lieu avec la création de la Société de Justice d'Amérique (JSA), qui présentait la première équipe de super-héros avec des personnages apparaissant dans d’autres publications (comic strips et titres d’anthologies) pour attirer l’attention sur des personnages moins connus. Cela a établi le premier « univers » partagé, tous ces héros vivaient maintenant dans le même monde. Avant cette publication, les personnages des différentes bandes dessinées semblaient exister dans différents mondes.
Plus tard, Wonder Woman no 59 (mai 1953) présenta la première histoire de DC Comics représentant un monde « miroir » parallèle. Wonder Woman est transportée sur une Terre jumelle où elle rencontre Tara Terruna qui est exactement comme elle. Tara Terruna signifie « Wonder Woman » dans la langue de ce monde. Wonder Woman décrit cet univers comme étant un monde jumeau existant aux côtés de la Terre avec des copies de tout le monde mais ayant eu un développement différent. Le concept des versions différentes du monde et de ces héros fut revisité dans les pages de Wonder Woman à plusieurs reprises par la suite.

### Âge d'argent
Dirigés par Julius Schwartz et le scénariste Gardner Fox, les super-héros de DC Comics ont obtenu un « reboot » avec la publication de Showcase no 4 en 1956, où une nouvelle version de Flash fit sa première apparition. Le succès de ce nouveau Flash mena à la création de nouvelles incarnations des personnages de l’âge d’or qui partagent seulement le nom et les pouvoirs mais ont des identités secrètes, origines et histoires différentes. Plus tard, de nouvelles versions d’autres héros, Superman, Batman et Wonder Woman, furent aussi repris en racontant à nouveau leurs origines mais en gardant leurs identités secrètes. Gardner Fox, qui avait travaillé auparavant sur la création de la JSA, où des héros se rencontraient pour la première fois, créa l’histoire « Flash de deux mondes (Flash of Two Worlds) » dans The Flash no 123, où Barry Allen, le nouveau Flash, est transporté sur la Terre du Flash original, Jay Garrick. Pour Allen, le monde de Jay Garrick était une œuvre de fiction. Cette histoire présenta non seulement la rencontre de deux mondes et l’existence du Multivers pour la première fois, elle présenta également les éléments clés du Multivers : tous les univers vibrent à une fréquence spécifique qui les garde séparés ; ces « barrières » peuvent être traversées en « se réglant » sur cette vibration. Comme les gens peuvent aussi entrer en « résonance » avec ces mondes dans les rêves, certaines personnes écrivent des bandes dessinées avec des histoires de ces mondes dont ils ont rêvé, ce qui explique pourquoi Barry Allen connaissait Jay Garrick comme personnage fictif.
Le succès de cette histoire mena au premier crossover d’équipes, entre la nouvelle Ligue de justice d'Amérique (JLA) et la JSA de l’Âge d’Or, dans les récits « Crisis on Earth-One » (Justice League of America no 21) et « Crisis on Earth-Two » (Justice League of America no 22). Cet arc narratif fut le début d’une tradition annuelle et établit fermement le concept d’un Multivers et la désignation des noms, Terre-Une étant la réalité de la JLA et Terre-Deux étant la réalité de la JSA. Le succès de ces crossovers engendra des publications racontant les aventures des héros de l’Âge d’Or dans l'époque d'aujourd'hui, les séparant des nombreuses histoires racontées, établissant ainsi une continuité plus définie pour chaque univers.
Ce concept de Terres parallèles avec des différences dans les lieux, personnes et évènements historiques devint un ingrédient très important dans les publications de DC Comics. Cela aida (parmi d’autres points) à expliquer les erreurs de continuité, à raconter à nouveau la même histoire dans le cadre d’un continuité rétroactive, et d’incorporer des éléments étrangers qui pourraient activement interagir avec tout le reste et les autoriser à avoir une « existence ». Les défauts de la continuité entre Terre-Deux et plusieurs récits de l’Âge d’Or donnèrent naissance à des Terres séparées. Les histoires « Imaginaires » (Imaginary stories) et quelques divergences temporelles de Terre-Une donnèrent aussi naissance à des réalités bien séparées (comme Terre-B et Terre-A). Les récits apparaissant principalement dans les pages de la JLA n'étaient pas les seuls à créer de nouvelles Terres. L’acquisition par DC Comics d’autres compagnies éditant des bandes dessinées et possédant leurs propres personnages fit évoluer le Multivers. En effet, ces nouvelles licences furent incorporées comme nouvelles Terres. Ces nouveaux personnages interagirent plusieurs fois avec les Terres « principales », Une et Deux ; les deux plus notables étant Terre-S regroupant les personnages de Fawcett Comics et Terre-X pour les personnages de Quality Comics. Dans les années 1970, tout ce qui a été publié ou lié officiellement aux titres de DC Comics pouvait devenir une part du Multivers, bien qu’une grande partie soit restée non cataloguée.

### Crisis on Infinite Earths
Comme le 50e anniversaire de DC Comics approchait, des évènements majeurs furent proposés pour sa célébration : une encyclopédie (Who's Who in the DC Universe) et un crossover des époques, personnages et mondes apparaissant dans les comics de DC. Comme indiqué dans Crisis On Infinite Earths no 1, alors que la recherche démarra à la fin des années 1970, il devint évident qu’il y avait de nombreux défauts dans la continuité. La méthode employée pour contourner certaines de ces erreurs était les « Terres Multiples », ce qui a également montré une nature chaotique qui a apporté encore plus de problèmes de continuité qui n'étaient pas facile à expliquer ou étaient simplement laissés inexpliqués. En outre, de nombreux univers ont plusieurs lignes temporelles alternatives, tels que Kamandi et la Légion des Super-Héros, tous deux étant de Terre-Une.
Le scénariste Marv Wolfman prit ce crossover comme une occasion de reformer tout l’univers fictif de DC Comics pour éviter d'autres erreurs de continuité et mettre à jour les personnages de DC à l’époque moderne. Le Multivers entier est détruit sauf cinq Terres (Terre-Une de l’âge d’argent, Terre-Deux de l’âge d’or, Terre-Quatre de Charlton Comics, Terre-S de Fawcett Comics et Terre-X de Quality Comics). Ensuite, l’univers est recréé en un seul univers, issu de la fusion des cinq Terres.

### Âge Moderne

#### DC Comics
Après la conclusion de Crisis on Infinite Earths, le concept d’un seul Univers contenant la plupart des éléments des « Terres survivantes » fut établi et lourdement renforcé pour éviter les problèmes de continuité du Multivers. Cependant, des réalités alternatives qui affectèrent le nouvel Univers DC apparurent très rapidement.
Dans Superman Vol. 2 no 8, un Univers à l’intérieur de l’Univers fut révélé avoir été créé pour préserver la Légion des Super-Héros du 30e siècle dans New Earth. Ce monde fut utilisé pour permettre des crossovers avec certains personnages de la Légion et pour pouvoir recréer des personnages qui autrement ne pouvaient exister dans la nouvelle continuité. Des lignes temporelles alternatives furent aussi utilisées, la plus notable est lors de l’event Armageddon 2001 en 1991. Un Univers d’Anti-Matière exista également, il avait des événements « inversés » de la même manière que l’ancienne Terre-Trois. La Terre à l’intérieur de cet Univers fut appelée « Terre 2 ». En outre, il y avait les Limbes, où certains héros et personnages qui ne pouvaient pas être « ramenés à la vie » après Crisis on Infinite Earths vécurent à l’extérieur de l’Univers.
Une règle importante dans le nouvel Univers DC était qu’il ne pouvait y avoir qu’une seule ligne temporelle, ainsi tout changement causé par des voyageurs temporels provoquait la destruction de leur ligne temporelle d’origine. Les changements dans le passé étaient souvent « réparés » ou devaient se conformer au présent pour éviter les erreurs de continuité.
Toutefois, des erreurs de continuité apparurent. La nouvelle origine de Hawkman présentait des erreurs avec l’existence de la version de l’Âge d’Or (Carter Hall) et de la version de l’Âge d’Argent (Katar Hol) dans la même continuité sans aucune explication. L’interaction de « lignes temporelles possibles » a aussi créé des trous de continuité. Cela mena à une nouvelle crisis pour résoudre le problème : Zero Hour. L’univers qui en résulte, a une histoire légèrement réécrite sans erreurs de continuité même s’il a été reconnu que des événements bouleversants ont eu lieu (dont Crisis on Infinite Earths). Cet Univers garda le concept d’un seul univers, d’une seule ligne temporelle. Une telle ligne temporelle a été « cartographiée » du début à la fin (en 1994) sur la quatrième de couverture de Zero Hour no 0 ; elle inclut aussi des dates clés du futur.
Le besoin de publier des histoires à l’extérieur de la continuité stricte de l’Univers DC mena à la création de plusieurs labels DC. Des histoires qui présentent des personnages DC dans différentes situations après Crisis on Infinite Earths, furent publiées par DC Comics sous le label Elseworlds. Il n’a jamais été prévu qu’une de ces histoires puisse être incluse dans la « vrai » continuité de l’Univers DC.
Certains personnages furent réinventés dans un contexte mature et furent publiés sous le label Vertigo (créé en 1993). La plupart du temps, les personnages représentés sous ce label n’ont aucune relation avec les versions de l’Univers DC original, et les événements qui s’y déroulent n’ont aucune influence sur le nouvel Univers.
Plus tard, sous un contrat d’édition spécial avec Milestone Media, DC Comics publie de nouvelles séries de comic books qui racontent les histoires de héros vivant dans Dakota City, composé essentiellement de super-héros afro-américains et d’autres minorités. Ces personnages vivaient dans un univers séparé de l’Univers DC (connu sous le nom de Dakotaverse ou Milestone Universe). L’événement Worlds Collide (1994) présenta l’un des premiers crossovers inter-compagnies moderne à l’intérieur de la continuité établie de l’Univers au lieu d’être « imaginaire » et a montré qu’il pouvait y avoir d’autres univers ou même multivers à l’extérieur du nouvel Univers DC.
De la même manière que Worlds Collide, l’event DC vs. Marvel (1996) montra un autre crossover inter-continuité avec une autre réalité complètement séparée de l’Univers DC et qui avait son propre Multivers : l’univers de la Terre-616 du Multivers Marvel.
Les univers ont rarement été mentionnés avec des noms spécifiques dans les histoires mais ont été nommés dans le « Monde Réel » (officiellement et officieusement) en utilisant le nom de l’éditorial, du label ou même d’un élément en particulier. Alors que dans les bandes dessinées, le concept d’un « vrai » Multivers a été évité, le Multivers joue un rôle important dans les séries télévisées animées et en prise de vues réelle.
En résumé, de 1986 à 1999, tout ce qui apparaît dans les comics DC et qui ne se passe pas dans la continuité "principale" (mainstream) était soit une histoire « apocryphe » ou se déroulait dans un univers/réalité/multivers complètement différent et séparé.
En 1999, le succès inattendu et important de l’Elseworlds Kingdom Come et d’autres récits, mena à la création du concept connu comme l’Hypertemps (Hypertime) dans le but de publier des crossovers entre ces personnages et la continuité principale. La ligne temporelle principale ou « Centrale » était comme une rivière et toutes les histoires alternatives étaient des affluents de celle-ci. L’Hypertemps était similaire à l’ancien Multivers comme il a permis à chaque réalité publiée de coexister et d'interagir, la plupart des branches ayant tendance à revenir au courant d'origine (ce qui explique les retcons ainsi que les crossovers). Cependant, toutes les réalités existaient à l’intérieur d’un seul Univers.

#### WildStorm
Initialement, les histoires apparaissant dans les comics de WildStorm Productions ont eu lieu dans un univers qui faisait partie de l’Univers Image avec d’autres personnages apparaissant dans les publications d’Image Comics. Il en a été séparé lors de l'événement appelé Shattered Image. Après l’achat de WildStorm par DC Comics en 1998, des crossovers eurent lieu avec l’Univers DC, les deux étant encore séparés.

### 21esiècle

#### 52
En 2005, un nouvel arc narratif mettant en scène une crise universelle est publié comme moyen de mettre à jour une fois de plus les super-héros de DC Comics, de rassembler d’autres « réalités » (Milestone et Wildstorm) et de recréer le Multivers, cette fois avec un nombre limité de Terres au lieu d’une infinité.
Durant l’évènement Infinite Crisis, l’Univers fut « fragmenté » et le Multivers original fut restauré brièvement, montrant que l’Hypertemps et les nombreuses apparitions d’autres personnages DC faisaient partie du Multivers original, incluant Tangent Comics (en) publié 12 ans après la disparition du Multivers. A la fin d’Infinite Crisis, le multivers est à nouveau fusionné sous New Earth (Nouvelle Terre en français) avec une nouvelle continuité, certaines histoires étant réécrites et d’autres restant inchangées.
En parallèle, Captain Atom: Armageddon raconte l’histoire de comment Captain Atom de l’Univers DC cause la recréation de l’Univers Wildstorm lors de sa destruction (et éventuellement celle du Multivers également). L’Univers recréé devient une partie de l’Univers DC nouvellement apparu.
La conséquence d’Infinite Crisis et de Captain Atom: Armageddon (52, Countdown to Final Crisis et Final Crisis) montra qu’un nouvel Multivers fut créé. Ce Multivers est constitué de 52 univers de matière positive, d’un Univers d’Anti-matière et des Limbes. La continuité principale se déroulait encore sur New Earth (aussi appelée Terre-0), les Terres 1, 2, 3, 4, 5 et 10 ressemblaient respectivement aux Terres Une, Deux, Trois, Quatre, S et X du Multivers original. Les Terres 13 et 50 étaient Vertigo et le nouvel Univers Wildstorm. Des récits importants de la collection Elseworlds obtinrent leur propre Terre à l’intérieur du nouvel Multivers.
Dans la mini-série Milestone Forever, de la même façon que dans Captain Atom: Armageddon, les évènements qui menèrent à la fin du Dakotaverse et à son intégration dans la nouvelle continuité DC, sont révélés. La plupart des histoires racontées dans les publications de Milestone Comics ont lieu maintenant sur New Earth et le Dakotaverse a cessé d’exister comme Univers séparé.
Même avec un nouvel Multivers, tous les travaux publiés n’ont pas été rattachés à une Terre particulière à l’intérieur des 52 et il n’y a aucun lien de continuité dans les crossovers entre éditeurs.
Prenant avantage du fait que nombre de ces univers étaient à peine chroniqués ou aperçus et que Final Crisis avait aussi changé légèrement le Multivers, de nombreuses histoires présentant des mondes parallèles et leurs interactions furent publiées, ce qui mena à des incohérences et à l’apparition de retcons, comme la Terre-1 étant à l’origine un « miroir » de Terre-Une et plus tard la réalité du Superman : Terre Un (en) de J. Michael Straczynski ; ou Terre-16 étant le foyer d’une autre version de Superman/Christopher Kent (en) des Super-Sons (en) et plus tard la réalité de la série télévisée Young Justice. De plus, certains des univers apparaissant dans la nouvelle continuité n'ont jamais eu de lieu propre à l’intérieur des 52 Univers, telle que Terre-Prime. 

#### The New 52
Le nouvel univers restauré avec seulement 52 mondes a ouvert une myriade de possibilités pour de nouvelles histoires et des crossovers avec des versions différentes de héros interagissant avec les versions principales des héros, ainsi que des histoires résultant des nouveaux personnages intégrés de Milestone et Wildstorm. Cependant, il est devenu chaotique en seulement cinq ans. Beaucoup d'histoires et de situations d'autres univers n'ont pas été bien suivies. Les numéros désignant ces mondes peuvent être complètement ignorés d’histoire en histoire et certains univers ont été recréés encore et encore. En outre, comme la plupart de l’histoire de l’Age Moderne était encore la continuité principale, les jeunes lecteurs ne pouvait pas suivre les histoires des versions grand public des héros de DC, tout comme avant Crisis on Infinite Earths.
Afin de surmonter ces nouveaux problèmes, un nouvel event fut créé pour relancer l’Univers de DC Comics. Dans la mini-série Flashpoint (mai–septembre 2011), le Flash altère la ligne temporelle de Terre-0 créant un effet d’ondes qui affecte plusieurs évènements passés, la Terre-13 (Univers Vertigo) et la Terre-50 (nouvel Univers Wildstorm). Tout comme lors de la fin de Crisis on Infinite Earths, une nouvelle Terre principale est créée à partir des trois anciennes, avec une toute nouvelle histoire. La plupart des histoires ont été racontées à nouveau mais certains évènements de New Earth restèrent (comme Batgirl étant paralysée par le Joker). Depuis qu’il a été établi après Infinite Crisis que si quelque chose arrivait à l’Univers principal, tout le Multivers pouvait être également affecté, un nouvel Multivers de 52 mondes a aussi été recréé. Ce nouvel Multivers est appelé The New 52.
Cette fois, tous les univers ne furent pas révélés de suite, seule une paire fut dévoilée lors des deux premières années des New 52. En outre, le logo THE NEW 52! apparaît seulement dans les publications dont les histoires se déroulent dans la nouvelle continuité, tandis que celles se déroulant en dehors de celle-ci (telles que Smallville: Season 11 ou l’univers de Batman Beyond) ne portent pas cette distinction. Au début, il semble qu’il n’y avait pas de convention pour nommer les Terres comme cela s'était passé avec 52. La continuité principale était connu comme Terre Prime, bien que ce ne soit pas un monde similaire au monde réel comme la Terre-Prime des séries de Terre-Un (Earth One). Dans The Multiversity de Grant Morrison (2014–2015), les Terres sont nommées sous le même format que l’ancien Multivers des 52 (Terre-6, Terre-7, Terre-8 etc.). Morrison avait prévu lors de The Multiversity de révéler les univers restant du multivers de The New 52. La structure sous-jacente du multivers a été révélée dans une carte détaillée au dos de plusieurs comics. Une version interactive en ligne est maintenue et mise à jour sur le site de l’éditeur DC Comics. En outre, le sixième numéro de The Multiversity constitue un « guide » pour les mondes du multivers DC actuel. Il a été publié en janvier 2015.

#### Convergenceet DC Rebirth
Le 2 octobre 2011, Dan DiDio posta sur sa page Facebook que dans The New 52, les trois « crises » précédentes ne se sont pas déroulées dans cette nouvelle continuité, mais d’autres évènements comme Zero Hour sont encore arrivés, sans se terminer en crise/reboot. Cependant, les scénaristes continuèrent de faire références aux crises. Toute l’histoire de la structure du Multivers DC, détaillant les événements des précédentes crises, fut alors donnée dans la série The Multiversity (2014–2015) de Grant Morrison.
Le crossover Convergence (2015) explora plus tard ce concept dans le DCU. Cette mini-série ramène plusieurs héros des différents âges de DC Comics et qui avaient été effacés par des crises précédentes. Ils furent piégés par une incarnation divine de Brainiac à l’extérieur du temps (un Vanishing Point comme est nommé le lieu). A la fin du crossover, Brainiac renvoie ces héros dans leur propre ligne temporelle, et renvoie aussi avec succès le Hal Jordan de Zero Hour, le Superman pre-Flashpoint et d’autres héros aux évènements de Crisis on Infinite Earths afin que l'effondrement du Multivers puisse être évité.
À partir de juillet 2015, The New 52 a pris fin avec la poursuite de plusieurs publications et de nouvelles qui ne se déroulent pas nécessairement au sein du multivers de The New 52. Annoncé comme le DC YOU (un jeu de mots entre DCU ou DC Universe et la phrase « it's about you, the fans » apparaissant sur les annonces de l'éditeur), DC a dorénavant une politique de « portes ouvertes » pour la continuité, accordant aux scénaristes une plus grande liberté pour explorer les histoires en dehors de la continuité établie du Multivers des New 52. La conclusion de Convergence permet ainsi de revisiter d’autres concepts et personnages de l’histoire de DC. En effet, elle suggère que, bien que les 52 Univers soient le cœur de l’évolution du multivers, tous les mondes existent encore sous une forme ou une autre. Cela a été confirmé par Jeff King, scénariste de la série principale de Convergence, comme il a déclaré que le Multivers DC reconstitué est maintenant infini et qu'il peut y avoir plus d'un Multivers.
Le DC Rebirth de 2016 voit le retour sur Terre du Wally West original. Sortant de la Force Véloce (Speed Force), il révèle qu’un certain laps de temps a été effacé de la mémoire de ses amis. En plus, le Superman du monde pré-Flashpoint, échoué dans la nouvelle ligne temporelle à la suite de la Convergence, reprend le rôle du Superman de cette Terre. Dans Action Comics no 976, les histoires des Supermen de pré-Flashpoint et New 52 sont fusionnées. Peter J. Tomasi explique que « Les évènements d’Action no 976 réinitialise et remodèle toute la ligne temporelle de Superman. Où il y avait deux Superman, leurs réalités sont maintenant fusionnées en une seule ligne temporelle avec juste l’un d’entre eux »,.

## Les Terres parallèles

### Les 52
Un nouveau Multivers fut révélé à la fin de la série 52. Contrairement au Multivers original, qui était composé d’un nombre infini d’univers alternatifs, ce Multivers est composé d’un nombre prédéterminé d’univers alternatifs.
Une liste partielle de ces univers fut révélée à la fin de novembre 2007.

### Multi-Multivers

#### The New 52 et DC Rebirth
En 2011, dans la série Flashpoint, le Flash se réveille dans une ligne temporelle altérée. Alors qu’il en recherche la cause, il découvre qu’il est responsable de cette altération et tente de la réparer. En faisant cela, il est révélé que les lignes temporelles de Terre-0, Terre-13 et Terre-50 étaient à l’origine une seule ligne, mais elles ont été séparées. Le résultat est la formation d’une nouvelle ligne temporelle issue de celles-ci et avec elle est venue une nouvelle histoire pour les 52 autres mondes au sein du Multivers. Il fut révélé plus tard que, en réalité, la ligne temporelle actuelle a été créée quand un être mystérieux (Docteur Manhattan de Watchmen) entra dans le Multivers au moment où la ligne temporelle était réinitialisée par Barry Allen pour empêcher les événements de Flashpoint et enleva dix ans à la continuité (DC Universe: Rebirth, 2016).

#### Multivers Noir
Dans la série Dark Nights: Metal, il est révélé que chaque réalité du Multivers possède une contrepartie négative créée par les peurs des habitants de l’univers. Ces Univers Noirs sont des réalités temporaires, condamnées à se détruire elles-mêmes, ce qui motive les Chevaliers Noirs à envahir le Multivers pour qu’ils puissent sauver leurs réalités mourantes. Les mondes de ce multivers sont désignés par des nombres négatifs.

## Publications
- 1985 : Crisis on Infinite Earths : Œuvre majeure où le Multivers est détruit, par Marv Wolfman et George Pérez. L'ouvrage a été édité par Urban Comics en 2016[8].
- 2014 : The Multiversity : Série écrite par Grant Morrison, une carte du Multivers y est présentée. L'ouvrage a été édité par Urban Comics en 2018[9].

## Dans les autres médias

### Télévision

#### Arrowverse
Dans cet univers, le multivers comporte en tout 53 terres parallèles : la Terre Une avec les séries respectives Arrow, The Flash, DC's Legend of Tomorrow, la Terre 38 de Supergirl et la Terre-X de Freedom Fighters: The Ray. Néanmoins l'épisode crossover Elseworlds, nous apprend qu'il y en a plus : la Terre-90 est la Terre de la série Flash des années 1990.
En 2019/2020, un nouvel crossover sur cinq épisodes, Crisis on Infinite Earths, apparaît dans cinq séries de la CW. La première partie est diffusée dans l'épisode 9 de la saison 5 de Supergirl le 8 décembre 2019, la deuxième partie est diffusée dans l'épisode 9 de la saison 1 de Batwoman, le 9 décembre 2019, la troisième partie est diffusée dans l'épisode 9 de la saison 6 de Flash, le 10 décembre 2019, la quatrième partie est diffusée dans l'épisode 8 de la saison 8 d'Arrow le 14 janvier 2020, et la cinquième partie est diffusée dans l'épisode 1 de la saison 5 de Legends of Tomorrow le 14 janvier 2020. Les différentes « Terres » sont peu à peu détruites par une vague d'anti-matière mais les héros de chaque univers s'unissent pour sauvegarder l'humanité. Malgré la mort d'un des leurs, les héros réussissent mais le multivers est détruit pour laisser place à Terre Prime où tous les univers de DC Comics sont réunis comme on peut le voir avec l'apparition de Lucifer qui est un personnage de Vertigo. Crisis on Infinite Earths met fin définitivement au multivers pour unir tous les héros DC Comics des différentes séries télévisées.

#### Smallville
La série Smallville est désormais considérée comme un univers complet. La période Superboy est fusionnée dans la série. Smallville est une ville d'une terre parallèle. Dans cet univers, Clark Kent a rencontré avant de devenir Superman plusieurs de ses ennemis, tels que Lex Luthor, Zod ou Brainiac…

#### Séries animées
Les différentes adaptations en séries animées de DC Comics font également partie d'un Multivers. À l'heure actuelle, seuls deux univers sont connus.

### Jeux vidéo
Terre Unie est une terre parallèle qui apparaît uniquement dans Injustice : Les Dieux sont parmi nous et Injustice 2. Il s'agit de la Terre unifiée par Superman qui a instauré un régime totalitaire pour maintenir la paix et où Batman est considéré comme un criminel car il cherche à renverser ce régime. Cette Terre est très similaire à Terre-I, mais possède quelques différences ; par exemple, le Lex Luthor de Terre Unie n'est jamais devenu un criminel contrairement au Lex Luthor de Terre-I.